# 谢元深
谢元深（?—?），又作谢元琛，唐朝黔州東謝蛮首领。
他是漢朝牂柯大姓謝氏的後裔，從晉朝謝恕之後，雄踞一方，世代為酋長。因為在牂柯之東，稱之為南謝（今貴州省黔東南一带）。唐太宗贞观三年（629年）和南謝謝疆、西謝一起遣使入贡，因為冠服怪異，《唐书·南蛮传下》称其“冠乌熊皮若注旄，以金银络额，被毛帔，韦行滕，著履”。唐太宗下令繪製《王會圖》。唐太宗李世民以其地为應州，謝元深为應州刺史。隶属于黔州都督府。